# (37331) 2001 QY138
2001 QY138 (asteroide 37331) é um asteroide da cintura principal. Possui uma excentricidade de 0.10790900 e uma inclinação de 12.69126º.
Este asteroide foi descoberto no dia 22 de agosto de 2001 por LINEAR em Socorro.